# 南屏 (臺灣)
南屏，是臺灣屏東縣東港鎮的一個傳統地域名稱，位於該鎮南部。相較於今日行政區，其範圍大致包括南平里不含東北端、嘉蓮里不含西部、船頭里南部凸出部分的南半部、大潭里南部邊界地帶西半段。
本地區境內主要聚落為南屏、塗刈厝，大鵬灣國家風景區的大鵬灣主要位於本地區境內。

## 歷史
台灣日治初期，南屏地區為一街庄，稱為「南屏庄」（舊制街庄），隸屬於港東中里。該庄昔日西及西北與東港街為臨，北邊西側一小段與新街庄為鄰，北邊其餘部分及東邊與大潭新庄為鄰，東南邊為田墘厝庄，西南邊臨台灣海峽。
1901年（日治明治三十四年）11月11日，全台廢縣廳改設二十廳，該庄隸屬於阿猴廳。1904年（明治三十七年）4月15日，該庄編入「東港區」，隸屬於阿猴廳。1905年（明治三十八年）4月1日，阿猴廳改稱「阿緱廳」。1909年（明治四十二年）10月25日，全台合併二十廳為十二廳，東港區仍隸屬於阿緱廳。1920年（大正九年）10月1日，全台地方制度大改正，廢十二廳改設五州二廳，該庄改制為「南屏」大字，隸屬於高雄州東港郡東港街（新制街庄）。
戰後東港街改制為東港鎮，隸屬於高雄縣，大字亦改制為村。1950年（民國39年）10月1日，高、屏分治，東港鎮改隸屬於屏東縣。
相較於今日行政區，本地區的範圍大致包括南平里不含東北端、嘉蓮里不含西部、船頭里南部凸出部分的南半部、大潭里南部邊界地帶西半段。

## 聚落
本地區發展較早的聚落為南屏、塗刈厝，在日治初期的官方地圖上已有記載。

## 景點
- 大鵬灣國家風景區